# Český rozhlas
Český rozhlas (ČRo) (em português: Rádio Checa) é a emissora de rádio pública da Chéquia em operação desde 1923, fazendo dela a emissora de rádio mais antiga da Europa continental e a segunda mais antiga da Europa depois da BBC.
O serviço transmite em toda a Chéquia, nacional e localmente, através de nove estações nacionais, 14 regionais, e uma internacional, a Rádio Praga. Todas as estações ČRo transmitem via streaming na internet, digital via DAB+ e DVB, e parte analógica via transmissores terrestres.

## História
A atual Český rozhlas iniciou as suas emissões experimentais com o nome Radiojournal, a 18 de maio de 1923, a partir de Praga, sendo uma das primeiras estações de rádio da Europa. Desde 1927, a sua sede está localizada em Vinohradech, no coração da capital. A história do serviço está ligada à formação da Checoslováquia, razão pela qual narrou alguns dos acontecimentos mais importantes da sua história, como a Levante de Praga, em 1945, para a qual as tropas nazis sitiaram o edifício da rádio, e o golpe de Estado de fevereiro de 1948.
O sinal de rádio checo, integrado à empresa Československý rozhlas, foi estendido em 1945 para o resto das cidades checas, como Plzeň, České Budějovice, Hradec Králové e Ústí nad Labem. Durante o período em que a Checoslováquia foi socialista, todas as informações eram controladas pelo Partido Comunista da Checoslováquia. Como outros membros da sociedade civil checa, a Český rozhlas desempenhou um papel importante na divulgação da Primavera de Praga, de 1968 até que sua sede foi tomada pelas tropas do Pacto de Varsóvia, após um curto combate com civis desarmados, em agosto de 1968, no primeiro dia da invasão soviética, embora a transmissão tenha continuado a partir de locais alternativos.
Após a Revolução de Veludo que levou ao advento da democracia e à dissolução da Checoslováquia, Český rozhlas tornou-se uma organização com independência editorial em 1991 e o único serviço público de rádio na República Checa. Em 1993, foi aceito na União Europeia de Radiodifusão.
Para comemorar seu 90º aniversário em 2013, a Český rozhlas organizou uma maratona de rádio de 48 horas na Praça de Venceslau, estabelecendo um novo recorde nacional para a transmissão de rádio ininterrupta mais longa.

## Rádios

### Rádios nacionais
| Logótipo | Canal                 | Descrição | Fundação                        |
| -------- | --------------------- | --- | ------------------------------- |
|          | ČRo Radiožurnál       | Emissora generalista com boletins informativos e programas de atualidade, com transmissão de música 'adult contemporary. | 1 de janeiro de 1993 (32 anos)  |
|          | ČRo Dvojka            | Emissora de entretenimento, e programação virada para a família.                                                         | 10 de março de 1952 (73 anos)   |
|          | ČRo Vltava            | Emissora de música clássica, cultura e artes.                                                                            | 4 de setembro de 1972 (52 anos) |
|          | ČRo Plus              | Emissora de jornalismo analítico.                                                                                        | 1 de março de 2013 (12 anos)    |
|          | ČRo Radiožurnál Sport | Emissora dedicada ao desporto.                                                                                           | 21 de maio de 2021 (3 anos)     |
|          | ČRo Radio Wave        | Emissora voltada para a juventude, dedicada a podcasts e programas musicais,                                             | 13 de janeiro de 2006 (19 anos) |
|          | ČRo D-dur             | Emissora dedicada a música clássica.                                                                                     | 1 de maio de 2005 (19 anos)     |
|          | ČRo Jazz              | Emissora dedicada ao jazz.                                                                                               | 1 de março de 2013 (12 anos)    |
|          | ČRo Pohoda            | Emissora voltada para o público sénior.                                                                                  | 1 de outubro de 2021 (3 anos)   |
|          | ČRo Rádio Junior      | Emissora voltada para o público infantil.                                                                                | 1 de novembro de 2012 (12 anos) |

### Rádios regionais
As estações regionais transmitem diariamente entre as 5h e as 19h (ČRo Brno, Plzeň e Ostrava até às 19h30) com vários intervalos. Nesses intervalos, à tarde e à noite, os programas da região da Boémia Central ČRo são transmitidos para todo o país.
| Logótipo | Canal                       |
| -------- | --------------------------- |
|          | ČRo Brno                    |
|          | ČRo České Budějovice        |
|          | ČRo Hradec Králové          |
|          | ČRo Karlovy Vary            |
|          | ČRo Liberec                 |
|          | ČRo Olomouc                 |
|          | ČRo Ostrava                 |
|          | ČRo Pardubice               |
|          | ČRo Plzeň                   |
|          | ČRo Rádio Praha             |
|          | ČRo Region                  |
|          | ČRo Sever (Norte da Boémia) |
|          | ČRo Vysočina                |
|          | ČRo Zlín                    |

### Rádios internacionais
| Logótipo | Canal       | Descrição                                                | Fundação                       |
| -------- | ----------- | -------------------------------------------------------- | ------------------------------ |
|          | Rádio Praga | Estação emite para todo o mundo em 6 idiomas diferentes. | 31 de agosto de 1936 (88 anos) |